# Rolando Reátegui
Rolando Reátegui Flores (Tarapoto, 19 de mayo de 1959) es un economista, empresario y político peruano. Fue congresista de la república durante cuatro periodos no consecutivos y alcalde de la provincia de San Martín desde 1996 hasta 1998.

## Biografía
Nació en la ciudad de Tarapoto, ubicado en el departamento de San Martín, el 19 de mayo de 1959.
Realizó sus estudios primarios en el Colegio Celis Bardales y los secundarios en los colegios Ofelia Velásquez y Jiménez Pimentel. Luego, ingresó a la Universidad del Pacífico en 1982 y estudió la carrera de economista donde logró graduarse en 1987.
Es gerente de una cadena de supermercados en San Martín.

### Alcalde de San Martín
En 1994 inicia su carrera política como presidente de la Cámara de Comercio de San Martín. Luego en 1995 fue elegido como alcalde de la provincia de San Martín para el periodo municipal 1996-1998, como parte de una lista independiente.
Posteriormente, en 1997, Rolando Reátegui se integró al Movimiento Independiente “Vamos Vecino”, partido político con el cual el gobierno de Alberto Fujimori buscaba ganar las alcaldías de todo el Perú en las elecciones municipales de 1998. Entre 1998 y 2002, Reátegui se desempeñó como secretario general de Vamos Vecino y fue el encargado de presentar la candidatura de Juan Carlos Hurtado Miller a la alcaldía de la ciudad de Lima. Asimismo, postuló a la reelección como alcalde de San Martín, en la cual perdió contra Marina Aguilar Zamora.

### Congresista de la República
En las elecciones generales del año 2000, Reátegui postuló al Congreso de la República del Perú por Perú 2000, alianza fujimorista con el cual Alberto Fujimori logró su segunda reelección como presidente del Perú, y fue elegido congresista por la región San Martín para el periodo parlamentario 2000-2005, con 63,681 votos. Sin embargo en noviembre del mismo año, su periodo fue reducido hasta julio del 2001 tras la difusión de los “Vladivideos” que generó la renuncia y vacancia presidencial de Alberto Fujimori. No obstante, intentó ser reelegido al Congreso en las elecciones del 2001 por la alianza Solución Popular de Carlos Boloña, sin éxito.
En las elecciones parlamentarias del 2006, volvió a postular al Congreso representando a su natal San Martín en la lista de Alianza por el Futuro y resultó elegido para el periodo 2006-2011. Fue reelegido en las elecciones parlamentarias del 2011 y en las elecciones del 2016 por Fuerza Popular de Keiko Fujimori.
Ejerció como presidente de la Comisión de Fiscalización. También presidió la Comisión de Trabajo.
En octubre de 2018, varios de sus familiares fueron detenidos en la investigación que se le seguía a su lideresa, Keiko Fujimori y al partido Fuerza Popular, por lo que decidió colaborar con el Ministerio Público en el caso. El 9 de enero de 2019, tras la caída del entonces fiscal de la nación, Pedro Chávarry (defensor del fujimorismo) y el arresto de Keiko Fujimori por el Caso Cócteles, del cual colaboro, renuncio a la bancada y al partido.
El 30 de diciembre del 2019, su cargo parlamentario llegó a su fin tras la disolución del Congreso decretado por el presidente Martín Vizcarra.